# Sultanbek Astanow
Sultanbek Astanuly Astanow (kasachisch Сұлтанбек Астанұлы Астанов Sūltanbek Astanūly Astanov, russisch Султанбек Астанович Астанов; * 23. März 1999 in Schymkent, Kasachstan) ist ein kasachischer Fußballspieler, der seit 2019 beim FK Qairat Almaty in der kasachischen Premjer-Liga unter Vertrag steht.

## Karriere

### Verein
Astanow spielte in seiner Jugend Fußball bei Ordabassy Schymkent. 2016 wurde er von Trainern des FK Qairat entdeckt und nach Almaty eingeladen. Dort spielte er zuerst in der Jugendmannschaft und schließlich für die U-19-Mannschaft des Vereins. Zur Saison 2018 rückte Astanow in den Kader von Qairat-Schastar auf. Hier absolvierte er in dieser Spielzeit insgesamt 18 Spiele, in denen er ein Tor erzielte. In der Saison 2019 kam er auf 13 Einsätze und sechs Tore. Er rückte außerdem auch in den Kader der Profimannschaft von Qairat Almaty auf. Sein Premjer-Liga-Debüt gab er am 31. März 2019 beim 3:1-Auswärtssieg gegen den FK Aqtöbe.

### Nationalmannschaft
Astanow absolvierte im September 2015 zwei Spiele für die kasachische U-17-Auswahl in der Qualifikation für die Fußball-Europameisterschaft 2016. Im November 2017 stand er in zwei Qualifikationsspielen für die U-19-Fußball-Europameisterschaft 2018 für die kasachischen U-19-Junioren auf dem Spielfeld. Am 15. Oktober 2019 gab er sein Debüt in der U-21-Nationalmannschaft im Qualifikationsspiel für die U-21-Fußball-Europameisterschaft 2021 gegen Nordmazedonien.

## Erfolge
FK Qairat Almaty
- Kasachischer Meister: 2020